# Élections départementales de 2015 en Ille-et-Vilaine
Les élections départementales ont eu lieu les 22 et 29 mars 2015.

## Contexte départemental
Quelques mois avant son élection au Sénat, Jean-Louis Tourenne, président PS sortant du conseil général, avait annoncé qu'il ne se représentait pas.
Le Front national, par la voix de Gilles Pennelle, affirme qu'il présentera des binômes dans tous les nouveaux cantons.
Europe Écologie Les Verts ne partira pas en alliance au premier tour avec le Parti socialiste.

### Assemblée départementale sortante
Avant les élections, le conseil général d'Ille-et-Vilaine est présidé par Jean-Louis Tourenne (PS). Il comprend 53 conseillers généraux issus des 53 cantons d'Ille-et-Vilaine. Après le redécoupage cantonal de 2014, ce sont 54 conseillers départementaux qui seront élus au sein des 27 nouveaux cantons d'Ille-et-Vilaine.

Étiquettes politiques des conseillers généraux d'Ille-et-Vilaine, à la suite des élections cantonales françaises de 2011.

| Parti                                | Sigle | Sigle | Élus |
| ------------------------------------ | ----- | ----- | ---- |
| Majorité (35 sièges)                 |       |       |      |
| Parti socialiste                     |       | PS    | 2    |
| Divers gauche                        |       | DVG   | 8    |
| Parti radical de gauche              |       | PRG   | 4    |
| Mouvement démocrate                  |       | MoDem | 1    |
| Opposition (18 sièges)               |       |       |      |
| Union pour un mouvement populaire    |       | UMP   | 6    |
| Union des démocrates et indépendants |       | UDI   | 6    |
| Divers droite                        |       | DVD   | 4    |
| Mouvement démocrate                  |       | MoDem | 2    |
| Président du conseil général         |       |       |      |
| Jean-Louis Tourenne (PS)             |       |       |      |

### Assemblée départementale élue
| Parti                                | Sigle | Sigle | Élus |
| ------------------------------------ | ----- | ----- | ---- |
| Majorité (32 sièges)                 |       |       |      |
| Parti socialiste                     |       | PS    | 25   |
| Divers gauche                        |       | DVG   | 6    |
| Parti radical de gauche              |       | PRG   | 1    |
| Opposition (22 sièges)               |       |       |      |
| Divers droite                        |       | DVD   | 10   |
| Union pour un mouvement populaire    |       | UMP   | 7    |
| Union des démocrates et indépendants |       | UDI   | 4    |
| Mouvement démocrate                  |       | MoDem | 1    |
| Président du conseil départemental   |       |       |      |
| Jean-Luc Chenut (PS)                 |       |       |      |

## Résultats à l'échelle du département

### Résultats par nuances du ministère de l'Intérieur
Les nuances utilisées par le ministère de l'Intérieur ne tiennent pas compte des alliances locales.
| Binômes     | Binômes            | Premier tour | Premier tour | Second tour | Second tour | Sièges |
| Binômes     | Binômes            | Voix         | %            | Voix        | %           | Sièges |
| ----------- | ------------------ | ------------ | ------------ | ----------- | ----------- | ------ |
|             | PS                 | 67 644       | 19,72        | 87 294      | 28,22       | 26     |
|             | DVG                | 29 542       | 8,61         | 23 134      | 7,48        | 2      |
|             | Union de la gauche | 26 094       | 7,61         | 34 780      | 11,24       | 4      |
|             | EÉLV               | 18 861       | 5,50         |             |             |        |
|             | FG                 | 6 869        | 2,00         |             |             |        |
|             | PRG                | 2 449        | 0,71         |             |             |        |
| Gauche      | Gauche             | 151 459      | 44,15        | 145 208     | 46,94       | 32     |
|             |                    |              |              |             |             |        |
|             | Union de la droite | 52 101       | 15,19        | 57 929      | 18,73       | 10     |
|             | DVD                | 36 340       | 10,60        | 50 036      | 16,17       | 8      |
|             | UMP                | 13 874       | 4,05         | 20 732      | 6,70        | 2      |
|             | UDI                | 11 539       | 3,36         | 11 912      | 3,85        | 2      |
|             | UC                 | 7 619        | 2,22         | 6 034       | 1,95        | 0      |
| Droite      | Droite             | 121 473      | 35,42        | 146 643     | 47,40       | 22     |
|             |                    |              |              |             |             |        |
|             | FN                 | 63 056       | 18,39        | 17 508      | 5,66        | 0      |
|             |                    |              |              |             |             |        |
|             | Divers             | 6 953        | 2,03         |             |             |        |
|             |                    |              |              |             |             |        |
| Inscrits    | Inscrits           | 707 373      | 100,00       | 678 671     | 100,00      |        |
| Abstentions | Abstentions        | 347 338      | 49,10        | 342 250     | 50,43       |        |
| Votants     | Votants            | 360 035      | 50,90        | 336 421     | 49,57       |        |
| Blancs      | Blancs             | 11 726       | 3,26         | 17 953      | 5,34        |        |
| Nuls        | Nuls               | 5 368        | 1,49         | 9 109       | 2,71        |        |
| Exprimés    | Exprimés           | 342 941      | 95,25        | 309 359     | 91,96       |        |

### Résultats par canton
| Canton                        | Conseiller sortant          | Parti                | Parti       | Conseiller élu              | Parti           | Parti           |
| ----------------------------- | --------------------------- | -------------------- | ----------- | --------------------------- | --------------- | --------------- |
| Antrain                       | Henri Rault                 |                      | DVG         | Aymar de Gouvion Saint Cyr  |                 | UMP             |
| Antrain                       | Henri Rault                 | Laëtitia Meignan     | DVG         |                             | DVD             |                 |
| Argentré-du-Plessis           | Monique Sockath             |                      | DVD         | Canton supprimé             | Canton supprimé | Canton supprimé |
| Bain-de-Bretagne              | Yvon Mellet                 |                      | MoDem       | Nadine Dréan                |                 | UMP             |
| Bain-de-Bretagne              | Yvon Mellet                 | Yvon Mellet          | MoDem       |                             | MoDem           |                 |
| Bécherel                      | Marie-Hélène Daucé          |                      | UDI         | Canton supprimé             | Canton supprimé | Canton supprimé |
| Betton                        | Michel Gautier              |                      | PS          | Claudine David              |                 | PS              |
| Betton                        | Michel Gautier              | Michel Gautier       | PS          |                             | PS              |                 |
| Bruz                          | Philippe Bonnin             |                      | PS          | Philippe Bonnin             |                 | PS              |
| Bruz                          | Philippe Bonnin             | Sandrine Rol         | PS          |                             | DVG             |                 |
| Cancale                       | Maurice Jannin*             |                      | DVG         | Canton supprimé             | Canton supprimé | Canton supprimé |
| Cesson-Sévigné                | Bernard Marquet             |                      | PS          | Canton supprimé             | Canton supprimé | Canton supprimé |
| Châteaubourg                  | Bernard Renou*              |                      | DVD         | Canton supprimé             | Canton supprimé | Canton supprimé |
| Châteaugiron                  | Louis Hubert                |                      | UMP         | Aude de La Vergne           |                 | DVD             |
| Châteaugiron                  | Louis Hubert                | Louis Hubert         | UMP         |                             | DVD             |                 |
| Châteauneuf-d'Ille-et-Vilaine | Jean-Francis Richeux*       |                      | UDI         | Canton supprimé             | Canton supprimé | Canton supprimé |
| Combourg                      | Marie-Thérèse Sauvée*       |                      | PS          | Béatrice Duguépéroux-Honoré |                 | DVG             |
| Combourg                      | Marie-Thérèse Sauvée*       | André Lefeuvre       | PS          |                             | DVG             |                 |
| Dinard                        | Michel Penhoët              |                      | PRG         | Canton supprimé             | Canton supprimé | Canton supprimé |
| Dol-de-Bretagne               | Jean-Luc Bourgeaux          |                      | UMP         | Jean-Luc Bourgeaux          |                 | DVD             |
| Dol-de-Bretagne               | Jean-Luc Bourgeaux          | Agnès Toutant        | UMP         |                             | DVD             |                 |
| Fougères-1                    | Canton créé                 | Canton créé          | Canton créé | Thierry Benoit              |                 | UDI             |
| Fougères-1                    | Canton créé                 | Canton créé          | Canton créé | Frédérique Miramont         |                 | UDI             |
| Fougères-2                    | Canton créé                 | Canton créé          | Canton créé | Isabelle Biard              |                 | DVD             |
| Fougères-2                    | Canton créé                 | Canton créé          | Canton créé | Louis Pautrel               |                 | UDI             |
| Fougères-Nord                 | Louis Feuvrier*             |                      | DVG         | Canton supprimé             | Canton supprimé | Canton supprimé |
| Fougères-Sud                  | Thierry Benoit              |                      | UDI         | Canton supprimé             | Canton supprimé | Canton supprimé |
| Grand-Fougeray                | Alain Saurat*               |                      | UDI         | Canton supprimé             | Canton supprimé | Canton supprimé |
| La Guerche-de-Bretagne        | Pierre Després*             |                      | UMP         | Aymeric Massiet du Biest    |                 | UMP             |
| La Guerche-de-Bretagne        | Pierre Després*             | Agnès Toutant        | UMP         |                             | UMP             |                 |
| Guichen                       | Jean-Pierre Letournel*      |                      | PS          | Roger Morazin               |                 | PS              |
| Guichen                       | Jean-Pierre Letournel*      | Michèle Motel        | PS          |                             | DVG             |                 |
| Hédé                          | Jean-Louis Tourenne*        |                      | PS          | Canton supprimé             | Canton supprimé | Canton supprimé |
| Janzé                         | Jean-Marc Lecerf            |                      | MoDem       | Jacques Daviau              |                 | PS              |
| Janzé                         | Jean-Marc Lecerf            | Françoise Sourdrille | MoDem       |                             | PS              |                 |
| Liffré                        | Clément Théaudin*           |                      | PS          | Isabelle Courtigné          |                 | PS              |
| Liffré                        | Clément Théaudin*           | Bernard Marquet      | PS          |                             | PS              |                 |
| Louvigné-du-Désert            | Louis Pautrel               |                      | UDI         | Canton supprimé             | Canton supprimé | Canton supprimé |
| Maure-de-Bretagne             | Pierre-Yves Reboux          |                      | PRG         | Canton supprimé             | Canton supprimé | Canton supprimé |
| Melesse                       | Canton créé                 | Canton créé          | Canton créé | Ludovic Coulombel           |                 | PS              |
| Melesse                       | Canton créé                 | Canton créé          | Canton créé | Gaëlle Mestries             |                 | DVG             |
| Montauban-de-Bretagne         | Marie Daugan                |                      | UMP         | Marie Daugan                |                 | DVD             |
| Montauban-de-Bretagne         | Marie Daugan                | Pierre Guitton       | UMP         |                             | DVD             |                 |
| Montfort-sur-Meu              | Christophe Martins-Marques  |                      | PRG         | Anne-Françoise Courteille   |                 | PS              |
| Montfort-sur-Meu              | Christophe Martins-Marques  | Christophe Martins   | PRG         |                             | PRG             |                 |
| Mordelles                     | Jean-Luc Chenut             |                      | PS          | Canton supprimé             | Canton supprimé | Canton supprimé |
| Pipriac                       | Franck Pichot               |                      | PS          | Canton supprimé             | Canton supprimé | Canton supprimé |
| Pleine-Fougères               | Christian Couet*            |                      | PRG         | Canton supprimé             | Canton supprimé | Canton supprimé |
| Plélan-le-Grand               | Rozenn Geffroy*             |                      | PS          | Canton supprimé             | Canton supprimé | Canton supprimé |
| Redon                         | Jean-François Guérin*       |                      | PS          | Solène Michenot             |                 | DVG             |
| Redon                         | Jean-François Guérin*       | Franck Pichot        | PS          |                             | PS              |                 |
| Rennes-1                      | Canton créé                 | Canton créé          | Canton créé | Marc Hervé                  |                 | PS              |
| Rennes-1                      | Canton créé                 | Canton créé          | Canton créé | Emmanuelle Rousset          |                 | PS              |
| Rennes-2                      | Canton créé                 | Canton créé          | Canton créé | Damien Bongart              |                 | PS              |
| Rennes-2                      | Canton créé                 | Canton créé          | Canton créé | Catherine Debroise          |                 | PS              |
| Rennes-3                      | Canton créé                 | Canton créé          | Canton créé | Frédéric Bourcier           |                 | PS              |
| Rennes-3                      | Canton créé                 | Canton créé          | Canton créé | Béatrice Hakni-Robin        |                 | PS              |
| Rennes-4                      | Canton créé                 | Canton créé          | Canton créé | Muriel Condolf-Ferec        |                 | PS              |
| Rennes-4                      | Canton créé                 | Canton créé          | Canton créé | Didier Le Bougeant          |                 | PS              |
| Rennes-5                      | Canton créé                 | Canton créé          | Canton créé | Gaëlle Andro                |                 | PS              |
| Rennes-5                      | Canton créé                 | Canton créé          | Canton créé | Marcel Rogemont             |                 | PS              |
| Rennes-6                      | Canton créé                 | Canton créé          | Canton créé | François André              |                 | PS              |
| Rennes-6                      | Canton créé                 | Canton créé          | Canton créé | Vera Briand                 |                 | PS              |
| Rennes-Bréquigny              | François Richou*            |                      | PS          | Canton supprimé             | Canton supprimé | Canton supprimé |
| Rennes-Centre-Ouest           | Marcel Rogemont             |                      | PS          | Canton supprimé             | Canton supprimé | Canton supprimé |
| Rennes-Centre-Sud             | Jeannine Huon*              |                      | PS          | Canton supprimé             | Canton supprimé | Canton supprimé |
| Rennes-Est                    | Clotilde Tascon-Mennetrier* |                      | PS          | Canton supprimé             | Canton supprimé | Canton supprimé |
| Rennes-le-Blosne              | Frédéric Bourcier           |                      | PS          | Canton supprimé             | Canton supprimé | Canton supprimé |
| Rennes-Nord                   | Marc Hervé                  |                      | PS          | Canton supprimé             | Canton supprimé | Canton supprimé |
| Rennes-Nord-Est               | Yves Préault*               |                      | PS          | Canton supprimé             | Canton supprimé | Canton supprimé |
| Rennes-Nord-Ouest             | François André              |                      | PS          | Canton supprimé             | Canton supprimé | Canton supprimé |
| Rennes-Sud-Est                | Mireille Massot*            |                      | PS          | Canton supprimé             | Canton supprimé | Canton supprimé |
| Rennes-Sud-Ouest              | Gaëlle Andro                |                      | PS          | Canton supprimé             | Canton supprimé | Canton supprimé |
| Retiers                       | Jean-Claude Blouin*         |                      | DVD         | Canton supprimé             | Canton supprimé | Canton supprimé |
| Le Rheu                       | Canton créé                 | Canton créé          | Canton créé | Armelle Billard             |                 | PS              |
| Le Rheu                       | Canton créé                 | Canton créé          | Canton créé | Jean-Luc Chenut             |                 | PS              |
| Saint-Aubin-d'Aubigné         | Jean-Yves Praud*            |                      | PS          | Canton supprimé             | Canton supprimé | Canton supprimé |
| Saint-Aubin-du-Cormier        | Marie-Thérèse Auneau*       |                      | DVG         | Canton supprimé             | Canton supprimé | Canton supprimé |
| Saint-Brice-en-Coglès         | Louis Dubreil*              |                      | DVG         | Canton supprimé             | Canton supprimé | Canton supprimé |
| Saint-Malo-1                  | Canton créé                 | Canton créé          | Canton créé | Anne Le Gagne               |                 | UDI             |
| Saint-Malo-1                  | Canton créé                 | Canton créé          | Canton créé | Pierre-Yves Mahieu          |                 | UMP             |
| Saint-Malo-2                  | Canton créé                 | Canton créé          | Canton créé | Nicolas Belloir             |                 | UMP             |
| Saint-Malo-2                  | Canton créé                 | Canton créé          | Canton créé | Sophie Guyon                |                 | DVD             |
| Saint-Malo-Nord               | Catherine Jacquemin*        |                      | UDI         | Canton supprimé             | Canton supprimé | Canton supprimé |
| Saint-Malo-Sud                | Christine Lequertier*       |                      | DVD         | Canton supprimé             | Canton supprimé | Canton supprimé |
| Saint-Méen-le-Grand           | Armel Jalu                  |                      | PS          | Canton supprimé             | Canton supprimé | Canton supprimé |
| Le Sel-de-Bretagne            | Gilbert Ménard*             |                      | DVG         | Canton supprimé             | Canton supprimé | Canton supprimé |
| Tinténiac                     | André Lefeuvre              |                      | PRG         | Canton supprimé             | Canton supprimé | Canton supprimé |
| Vitré                         | Canton créé                 | Canton créé          | Canton créé | Isabelle Le Callennec       |                 | UMP             |
| Vitré                         | Canton créé                 | Canton créé          | Canton créé | Thierry Travers             |                 | DVD             |
| Vitré-Est                     | Isabelle Le Callennec       |                      | UMP         | Canton supprimé             | Canton supprimé | Canton supprimé |
| Vitré-Ouest                   | Thierry Travers             |                      | DVD         | Canton supprimé             | Canton supprimé | Canton supprimé |

* Conseillers généraux sortants ne se représentant pas

## Résultats par canton

### Canton d'Antrain
| Candidats            | Candidats                  | Partis      | Partis      | Premier tour | Premier tour | Second tour | Second tour |
| Candidats            | Candidats                  | Partis      | Partis      | Voix         | %            | Voix        | %           |
| -------------------- | -------------------------- | ----------- | ----------- | ------------ | ------------ | ----------- | ----------- |
| 1                    | Christophe Dumilieu        |             | EÉLV        | 1 296        | 10,16        |             |             |
| 1                    | Amande Gat                 |             | EÉLV        | 1 296        | 10,16        |             |             |
| 2                    | Henri Rault*               |             | DVG         | 4 225        | 33,11        | 5 990       | 49,91       |
| 2                    | Florence Rio-Danielou      |             | DVG         | 4 225        | 33,11        | 5 990       | 49,91       |
| 3                    | Aymar de Gouvion Saint-Cyr |             | UMP         | 4 169        | 32,67        | 6 012       | 50,09       |
| 3                    | Laëtitia Meignan           |             | DVD         | 4 169        | 32,67        | 6 012       | 50,09       |
| 4                    | Alain Normand              |             | FN          | 3 069        | 24,05        |             |             |
| 4                    | Anne Vaneecloo             |             | FN          | 3 069        | 24,05        |             |             |
|                      |                            |             |             |              |              |             |             |
| Inscrits             | Inscrits                   | Inscrits    | Inscrits    | 25 483       | 100,00       | 25 483      | 100,00      |
| Abstentions          | Abstentions                | Abstentions | Abstentions | 11 969       | 46,97        | 11 817      | 18,29       |
| Votants              | Votants                    | Votants     | Votants     | 13 514       | 53,03        | 12 656      | 51,71       |
| Blancs               | Blancs                     | Blancs      | Blancs      | 504          | 3,73         | 742         | 5,64        |
| Nuls                 | Nuls                       | Nuls        | Nuls        | 251          | 1,86         | 416         | 3,16        |
| Exprimés             | Exprimés                   | Exprimés    | Exprimés    | 12 759       | 94,41        | 11 539      | 91,17       |
| * conseiller sortant |                            |             |             |              |              |             |             |

### Canton de Bain-de-Bretagne
| Candidats            | Candidats         | Partis      | Partis      | Premier tour | Premier tour | Second tour | Second tour |
| Candidats            | Candidats         | Partis      | Partis      | Voix         | %            | Voix        | %           |
| -------------------- | ----------------- | ----------- | ----------- | ------------ | ------------ | ----------- | ----------- |
| 1                    | Marie Desoize     |             | FN          | 2 750        | 26,74        | 3 083       | 31,19       |
| 1                    | Thomas Jourdain   |             | FN          | 2 750        | 26,74        | 3 083       | 31,19       |
| 2                    | Valérie Chatton   |             | PS          | 2 549        | 24,78        |             |             |
| 2                    | Guy Rinfray       |             | DVG         | 2 549        | 24,78        |             |             |
| 3                    | Nadine Dréan      |             | UMP         | 3 722        | 36,19        | 6 801       | 68,81       |
| 3                    | Yvon Mellet *     |             | MoDem       | 3 722        | 36,19        | 6 801       | 68,81       |
| 4                    | Arnaud Gadbin     |             | DVG         | 1 265        | 12,30        |             |             |
| 4                    | Virginie Rousseau |             | DVG         | 1 265        | 12,30        |             |             |
|                      |                   |             |             |              |              |             |             |
| Inscrits             | Inscrits          | Inscrits    | Inscrits    | 21 308       | 100,00       | 21 288      | 100,00      |
| Abstentions          | Abstentions       | Abstentions | Abstentions | 10 456       | 49,07        | 10 324      | 48,5        |
| Votants              | Votants           | Votants     | Votants     | 10 852       | 50,93        | 10 964      | 51,5        |
| Blancs               | Blancs            | Blancs      | Blancs      | 342          | 3,15         | 756         | 6,9         |
| Nuls                 | Nuls              | Nuls        | Nuls        | 224          | 2,06         | 324         | 2,96        |
| Exprimés             | Exprimés          | Exprimés    | Exprimés    | 10 286       | 94,78        | 9 884       | 90,15       |
| * conseiller sortant |                   |             |             |              |              |             |             |

### Canton de Betton
| Candidats            | Candidats          | Partis      | Partis      | Premier tour | Premier tour | Second tour | Second tour |
| Candidats            | Candidats          | Partis      | Partis      | Voix         | %            | Voix        | %           |
| -------------------- | ------------------ | ----------- | ----------- | ------------ | ------------ | ----------- | ----------- |
| 1                    | Corinne Clemenceau |             | DVD         | 6 510        | 35,65        | 8 798       | 48,54       |
| 1                    | Maxime Gallier     |             | UMP         | 6 510        | 35,65        | 8 798       | 48,54       |
| 2                    | Fariba Alifarhani  |             | DVD         | 295          | 1,62         |             |             |
| 2                    | Laurent Busson     |             | DVD         | 295          | 1,62         |             |             |
| 3                    | Françoise Poussin  |             | FN          | 2 004        | 10,97        |             |             |
| 3                    | Gérard Zawadzki    |             | FN          | 2 004        | 10,97        |             |             |
| 4                    | Claudine David     |             | PS          | 7 170        | 39,27        | 9 328       | 51,46       |
| 4                    | Michel Gautier *   |             | PS          | 7 170        | 39,27        | 9 328       | 51,46       |
| 5                    | Patrick Anne       |             | EÉLV        | 2 281        | 12,49        |             |             |
| 5                    | Soazig Rouillard   |             | EÉLV        | 2 281        | 12,49        |             |             |
|                      |                    |             |             |              |              |             |             |
| Inscrits             | Inscrits           | Inscrits    | Inscrits    | 35 962       | 100,00       | 35 962      | 100,00      |
| Abstentions          | Abstentions        | Abstentions | Abstentions | 16 974       | 47,2         | 16 788      | 46,68       |
| Votants              | Votants            | Votants     | Votants     | 18 988       | 52,8         | 19 174      | 53,32       |
| Blancs               | Blancs             | Blancs      | Blancs      | 528          | 2,78         | 700         | 3,65        |
| Nuls                 | Nuls               | Nuls        | Nuls        | 200          | 1,05         | 348         | 1,81        |
| Exprimés             | Exprimés           | Exprimés    | Exprimés    | 18 260       | 96,17        | 18 126      | 94,53       |
| * conseiller sortant |                    |             |             |              |              |             |             |

### Canton de Bruz
| Candidats            | Candidats             | Partis      | Partis      | Premier tour | Premier tour | Second tour | Second tour |
| Candidats            | Candidats             | Partis      | Partis      | Voix         | %            | Voix        | %           |
| -------------------- | --------------------- | ----------- | ----------- | ------------ | ------------ | ----------- | ----------- |
| 1                    | Patrick Bergogné      |             | FG          | 819          | 5,77         |             |             |
| 1                    | Marie-Christine Cheul |             | FG          | 819          | 5,77         |             |             |
| 2                    | Delphine Boyer-Heulot |             | DVD         | 4 554        | 32,06        | 6 149       | 45,36       |
| 2                    | Auguste Louapre       |             | UMP         | 4 554        | 32,06        | 6 149       | 45,36       |
| 3                    | Céline Lelaumier      |             | FN          | 2 401        | 16,90        |             |             |
| 3                    | Jean-Claude Pothin    |             | FN          | 2 401        | 16,90        |             |             |
| 4                    | Catherine Bruge       |             | ND          | 1 029        | 7,24         |             |             |
| 4                    | Philippe Gaudin       |             | ND          | 1 029        | 7,24         |             |             |
| 5                    | Philippe Bonnin*      |             | PS          | 5 400        | 38,02        | 7 406       | 54,64       |
| 5                    | Sandrine Rol          |             | DVG         | 5 400        | 38,02        | 7 406       | 54,64       |
| Inscrits             | Inscrits              | Inscrits    | Inscrits    | 29 523       | 100,00       | 29 523      | 100,00      |
| Abstentions          | Abstentions           | Abstentions | Abstentions | 14 715       | 49,84        | 14 997      | 50,8        |
| Votants              | Votants               | Votants     | Votants     | 14 808       | 50,16        | 14 526      | 49,2        |
| Blancs               | Blancs                | Blancs      | Blancs      | 437          | 2,95         | 627         | 4,32        |
| Nuls                 | Nuls                  | Nuls        | Nuls        | 168          | 1,13         | 344         | 2,37        |
| Exprimés             | Exprimés              | Exprimés    | Exprimés    | 14 203       | 95,91        | 13 555      | 93,32       |
| * conseiller sortant |                       |             |             |              |              |             |             |

### Canton de Châteaugiron
| Candidats            | Candidats            | Partis      | Partis      | Premier tour | Premier tour | Second tour | Second tour |
| Candidats            | Candidats            | Partis      | Partis      | Voix         | %            | Voix        | %           |
| -------------------- | -------------------- | ----------- | ----------- | ------------ | ------------ | ----------- | ----------- |
| 1                    | Dominique Goutany    |             | FN          | 2 197        | 16,21        |             |             |
| 1                    | Michel Ruer          |             | FN          | 2 197        | 16,21        |             |             |
| 2                    | Benoît Foucher       |             | EÉLV        | 1 505        | 11,11        |             |             |
| 2                    | Linda Marques        |             | EÉLV        | 1 505        | 11,11        |             |             |
| 3                    | Aude de La Vergne    |             | DVD         | 5 824        | 42,98        | 7 294       | 58,01       |
| 3                    | Louis Hubert*        |             | DVD         | 5 824        | 42,98        | 7 294       | 58,01       |
| 4                    | Stéphane Lenfant     |             | PS          | 4 024        | 29,70        | 5 280       | 41,99       |
| 4                    | Marie-Noëlle Renault |             | DVG         | 4 024        | 29,70        | 5 280       | 41,99       |
| Inscrits             | Inscrits             | Inscrits    | Inscrits    | 27 884       | 100,00       | 27 884      | 100,00      |
| Abstentions          | Abstentions          | Abstentions | Abstentions | 13 576       | 48,69        | 14 478      | 51,92       |
| Votants              | Votants              | Votants     | Votants     | 14 308       | 51,31        | 13 405      | 48,08       |
| Blancs               | Blancs               | Blancs      | Blancs      | 554          | 3,87         | 538         | 4,01        |
| Nuls                 | Nuls                 | Nuls        | Nuls        | 204          | 1,43         | 293         | 2,19        |
| Exprimés             | Exprimés             | Exprimés    | Exprimés    | 13 550       | 94,70        | 12 574      | 93,80       |
| * conseiller sortant |                      |             |             |              |              |             |             |

### Canton de Combourg
| Candidats            | Candidats                   | Partis      | Partis      | Premier tour | Premier tour | Second tour | Second tour |
| Candidats            | Candidats                   | Partis      | Partis      | Voix         | %            | Voix        | %           |
| -------------------- | --------------------------- | ----------- | ----------- | ------------ | ------------ | ----------- | ----------- |
| 1                    | Michel Génin                |             | UDB         | 417          | 3,55         |             |             |
| 1                    | Éliane Leclercq             |             | UDB         | 417          | 3,55         |             |             |
| 2                    | Michel Dieulafait           |             | FN          | 2 255        | 19,21        |             |             |
| 2                    | Liliane Pages               |             | FN          | 2 255        | 19,21        |             |             |
| 3                    | Béatrice Duguépéroux-Honoré |             | DVG         | 4 970        | 42,33        | 6 182       | 55,61       |
| 3                    | André Lefeuvre *            |             | PRG         | 4 970        | 42,33        | 6 182       | 55,61       |
| 4                    | Françoise Faucheux          |             | PCF         | 676          | 5,76         |             |             |
| 4                    | Marc Forest                 |             | PCF         | 676          | 5,76         |             |             |
| 5                    | David Buisset               |             | DVD         | 3 422        | 29,15        | 4 935       | 44,39       |
| 5                    | Yolande Giroux              |             | DVD         | 3 422        | 29,15        | 4 935       | 44,39       |
|                      |                             |             |             |              |              |             |             |
| Inscrits             | Inscrits                    | Inscrits    | Inscrits    | 22 537       | 100,00       | 22 537      | 100,00      |
| Abstentions          | Abstentions                 | Abstentions | Abstentions | 10 213       | 45,32        | 10 486      | 46,53       |
| Votants              | Votants                     | Votants     | Votants     | 12 324       | 54,68        | 12 051      | 53,47       |
| Blancs               | Blancs                      | Blancs      | Blancs      | 382          | 3,1          | 573         | 4,75        |
| Nuls                 | Nuls                        | Nuls        | Nuls        | 202          | 1,64         | 361         | 3           |
| Exprimés             | Exprimés                    | Exprimés    | Exprimés    | 11 740       | 95,26        | 11 117      | 92,25       |
| * conseiller sortant |                             |             |             |              |              |             |             |

### Canton de Dol-de-Bretagne
| Candidats            | Candidats            | Partis      | Partis      | Premier tour | Premier tour | Second tour | Second tour |
| Candidats            | Candidats            | Partis      | Partis      | Voix         | %            | Voix        | %           |
| -------------------- | -------------------- | ----------- | ----------- | ------------ | ------------ | ----------- | ----------- |
| 1                    | Solenn Hallou        |             | PCF         | 1 512        | 9,82         |             |             |
| 1                    | Gaël Turbé           |             | EÉLV        | 1 512        | 9,82         |             |             |
| 2                    | Sophie de Prat       |             | FN          | 3 653        | 23,73        | 3 925       | 27,5        |
| 2                    | Fabien Pedezert      |             | FN          | 3 653        | 23,73        | 3 925       | 27,5        |
| 3                    | Gérard Baudry        |             | DVG         | 2 935        | 19,06        |             |             |
| 3                    | Françoise Bocquillon |             | DVG         | 2 935        | 19,06        |             |             |
| 4                    | Jean-Luc Bourgeaux*  |             | DVD         | 7 297        | 47,39        | 10 350      | 72,5        |
| 4                    | Agnès Toutant        |             | DVD         | 7 297        | 47,39        | 10 350      | 72,5        |
|                      |                      |             |             |              |              |             |             |
| Inscrits             | Inscrits             | Inscrits    | Inscrits    | 30 846       | 100,00       | 30 846      | 100,00      |
| Abstentions          | Abstentions          | Abstentions | Abstentions | 14 681       | 47,59        | 14 871      | 48,21       |
| Votants              | Votants              | Votants     | Votants     | 16 165       | 52,41        | 15 975      | 51,79       |
| Blancs               | Blancs               | Blancs      | Blancs      | 527          | 3,26         | 1 148       | 7,19        |
| Nuls                 | Nuls                 | Nuls        | Nuls        | 241          | 1,49         | 552         | 3,46        |
| Exprimés             | Exprimés             | Exprimés    | Exprimés    | 15 397       | 95,25        | 14 275      | 89,36       |
| * conseiller sortant |                      |             |             |              |              |             |             |

### Canton de Fougères-1
| Candidats            | Candidats           | Partis      | Partis      | Premier tour | Premier tour | Second tour | Second tour |
| Candidats            | Candidats           | Partis      | Partis      | Voix         | %            | Voix        | %           |
| -------------------- | ------------------- | ----------- | ----------- | ------------ | ------------ | ----------- | ----------- |
| 1                    | Olivier Barbette    |             | DVG         | 2 694        | 23,99        | 3 595       | 35,39       |
| 1                    | Patricia Ferlaux    |             | DVG         | 2 694        | 23,99        | 3 595       | 35,39       |
| 2                    | Thierry Benoit*     |             | UDI         | 5 431        | 48,36        | 6 562       | 64,61       |
| 2                    | Frédérique Miramont |             | UDI         | 5 431        | 48,36        | 6 562       | 64,61       |
| 3                    | Virginie d'Orsanne  |             | FN          | 2 178        | 19,39        |             |             |
| 3                    | Rémy Frétille       |             | FN          | 2 178        | 19,39        |             |             |
| 4                    | Elsa Lafaye         |             | PCF         | 927          | 8,25         |             |             |
| 4                    | Thierry Pavard      |             | EÉLV        | 927          | 8,25         |             |             |
|                      |                     |             |             |              |              |             |             |
| Inscrits             | Inscrits            | Inscrits    | Inscrits    | 22 061       | 100,00       | 22 060      | 100,00      |
| Abstentions          | Abstentions         | Abstentions | Abstentions | 10 308       | 46,72        | 11 088      | 50,26       |
| Votants              | Votants             | Votants     | Votants     | 11 753       | 53,28        | 10 972      | 49,74       |
| Blancs               | Blancs              | Blancs      | Blancs      | 333          | 2,83         | 480         | 4,37        |
| Nuls                 | Nuls                | Nuls        | Nuls        | 190          | 1,62         | 335         | 3,05        |
| Exprimés             | Exprimés            | Exprimés    | Exprimés    | 11 230       | 95,55        | 10 157      | 92,57       |
| * conseiller sortant |                     |             |             |              |              |             |             |

### Canton de Fougères-2
| Candidats            | Candidats           | Partis      | Partis      | Premier tour | Premier tour | Second tour | Second tour |
| Candidats            | Candidats           | Partis      | Partis      | Voix         | %            | Voix        | %           |
| -------------------- | ------------------- | ----------- | ----------- | ------------ | ------------ | ----------- | ----------- |
| 1                    | Éric Besson         |             | PS          | 2 631        | 22,53        | 3 527       | 33,47       |
| 1                    | Marie-Cécile Papail |             | DVG         | 2 631        | 22,53        | 3 527       | 33,47       |
| 2                    | Isabelle Biard      |             | DVD         | 5 523        | 47,29        | 7 012       | 66,53       |
| 2                    | Louis Pautrel *     |             | DVD         | 5 523        | 47,29        | 7 012       | 66,53       |
| 3                    | Didier Dumontier    |             | EÉLV        | 956          | 8,18         |             |             |
| 3                    | Françoise Payen     |             | PCF         | 956          | 8,18         |             |             |
| 4                    | Marianne Looten     |             | FN          | 2 570        | 22,00        |             |             |
| 4                    | Gilles Pennelle     |             | FN          | 2 570        | 22,00        |             |             |
|                      |                     |             |             |              |              |             |             |
| Inscrits             | Inscrits            | Inscrits    | Inscrits    | 23 604       | 100,00       | 23 604      | 100,00      |
| Abstentions          | Abstentions         | Abstentions | Abstentions | 11 303       | 47,89        | 12 067      | 51,12       |
| Votants              | Votants             | Votants     | Votants     | 12 301       | 52,11        | 11 537      | 48,88       |
| Blancs               | Blancs              | Blancs      | Blancs      | 376          | 3,06         | 566         | 4,91        |
| Nuls                 | Nuls                | Nuls        | Nuls        | 245          | 1,99         | 432         | 3,74        |
| Exprimés             | Exprimés            | Exprimés    | Exprimés    | 11 680       | 94,95        | 10 539      | 91,35       |
| * conseiller sortant |                     |             |             |              |              |             |             |

### Canton de La Guerche-de-Bretagne
| Candidats            | Candidats                | Partis      | Partis      | Premier tour | Premier tour | Second tour | Second tour |
| Candidats            | Candidats                | Partis      | Partis      | Voix         | %            | Voix        | %           |
| -------------------- | ------------------------ | ----------- | ----------- | ------------ | ------------ | ----------- | ----------- |
| 1                    | Christelle Bertini       |             | MoDem       | 2 949        | 23,06        |             |             |
| 1                    | Christian Sorieux        |             | CD          | 2 949        | 23,06        |             |             |
| 2                    | Virginie Dufort          |             | FN          | 3 062        | 23,94        | 3 557       | 29,27       |
| 2                    | Marcel Lefrancq          |             | FN          | 3 062        | 23,94        | 3 557       | 29,27       |
| 3                    | Aymeric Massiet du Biest |             | UMP         | 4 837        | 37,82        | 8 596       | 70,73       |
| 3                    | Monique Sockath *        |             | UMP         | 4 837        | 37,82        | 8 596       | 70,73       |
| 4                    | Conchita Plançon         |             | PS          | 1 940        | 15,17        |             |             |
| 4                    | Élie Robert              |             | PS          | 1 940        | 15,17        |             |             |
|                      |                          |             |             |              |              |             |             |
| Inscrits             | Inscrits                 | Inscrits    | Inscrits    | 28 641       | 100,00       | 28 648      | 100,00      |
| Abstentions          | Abstentions              | Abstentions | Abstentions | 14 865       | 51,9         | 15 190      | 53,02       |
| Votants              | Votants                  | Votants     | Votants     | 13 776       | 48,1         | 13 458      | 46,98       |
| Blancs               | Blancs                   | Blancs      | Blancs      | 665          | 4,83         | 922         | 6,85        |
| Nuls                 | Nuls                     | Nuls        | Nuls        | 323          | 2,34         | 383         | 2,85        |
| Exprimés             | Exprimés                 | Exprimés    | Exprimés    | 12 788       | 92,83        | 12 153      | 90,3        |
| * conseiller sortant |                          |             |             |              |              |             |             |

### Canton de Guichen
| Candidats            | Candidats           | Partis      | Partis      | Premier tour | Premier tour | Second tour | Second tour |
| Candidats            | Candidats           | Partis      | Partis      | Voix         | %            | Voix        | %           |
| -------------------- | ------------------- | ----------- | ----------- | ------------ | ------------ | ----------- | ----------- |
| 1                    | Louis Gilois        |             | FN          | 2 559        | 22,25        | 3 523       | 31,92       |
| 1                    | Véronique Turpin    |             | FN          | 2 559        | 22,25        | 3 523       | 31,92       |
| 2                    | Thierry Edet        |             | EÉLV        | 1 194        | 10,38        |             |             |
| 2                    | Martine Prioul      |             | EÉLV        | 1 194        | 10,38        |             |             |
| 3                    | Gisèle Edet         |             | DVD         | 2 429        | 21,12        |             |             |
| 3                    | Gérard Lautrète     |             | UMP         | 2 429        | 21,12        |             |             |
| 4                    | Évelyne Lefeuvre    |             | PRG         | 2 449        | 21,30        |             |             |
| 4                    | Pierre-Yves Reboux* |             | PRG         | 2 449        | 21,30        |             |             |
| 5                    | Roger Morazin       |             | PS          | 2 868        | 24,94        | 7 515       | 68,08       |
| 5                    | Michèle Motel       |             | DVG         | 2 868        | 24,94        | 7 515       | 68,08       |
|                      |                     |             |             |              |              |             |             |
| Inscrits             | Inscrits            | Inscrits    | Inscrits    | 23 314       | 100,00       | 23 311      | 100,00      |
| Abstentions          | Abstentions         | Abstentions | Abstentions | 11 294       | 48,44        | 11 031      | 47,32       |
| Votants              | Votants             | Votants     | Votants     | 12 020       | 51,56        | 12 280      | 52,68       |
| Blancs               | Blancs              | Blancs      | Blancs      | 378          | 3,14         | 903         | 7,35        |
| Nuls                 | Nuls                | Nuls        | Nuls        | 143          | 1,19         | 339         | 2,76        |
| Exprimés             | Exprimés            | Exprimés    | Exprimés    | 11 499       | 95,67        | 11 038      | 89,89       |
| * conseiller sortant |                     |             |             |              |              |             |             |

### Canton de Janzé
| Candidats            | Candidats            | Partis      | Partis      | Premier tour | Premier tour | Second tour | Second tour |
| Candidats            | Candidats            | Partis      | Partis      | Voix         | %            | Voix        | %           |
| -------------------- | -------------------- | ----------- | ----------- | ------------ | ------------ | ----------- | ----------- |
| 1                    | Jean-Marc Lecerf*    |             | MoDem       | 4 670        | 36,06        | 6 034       | 49,65       |
| 1                    | Laurence Mercier     |             | DVD         | 4 670        | 36,06        | 6 034       | 49,65       |
| 2                    | Joël Boudier         |             | FN          | 2 614        | 20,18        |             |             |
| 2                    | Nidia Vanmarque      |             | FN          | 2 614        | 20,18        |             |             |
| 3                    | Jacques Daviau       |             | PS          | 5 668        | 43,76        | 6 118       | 50,35       |
| 3                    | Françoise Sourdrille |             | PS          | 5 668        | 43,76        | 6 118       | 50,35       |
|                      |                      |             |             |              |              |             |             |
| Inscrits             | Inscrits             | Inscrits    | Inscrits    | 27 310       | 100,00       | 27 310      | 100,00      |
| Abstentions          | Abstentions          | Abstentions | Abstentions | 13 524       | 49,52        | 14 082      | 51,56       |
| Votants              | Votants              | Votants     | Votants     | 13 786       | 50,48        | 13 228      | 48,44       |
| Blancs               | Blancs               | Blancs      | Blancs      | 576          | 4,18         | 695         | 5,25        |
| Nuls                 | Nuls                 | Nuls        | Nuls        | 258          | 1,87         | 381         | 2,88        |
| Exprimés             | Exprimés             | Exprimés    | Exprimés    | 12 952       | 93,95        | 12 152      | 91,87       |
| * conseiller sortant |                      |             |             |              |              |             |             |

### Canton de Liffré
| Candidats            | Candidats           | Partis      | Partis      | Premier tour | Premier tour | Second tour | Second tour |
| Candidats            | Candidats           | Partis      | Partis      | Voix         | %            | Voix        | %           |
| -------------------- | ------------------- | ----------- | ----------- | ------------ | ------------ | ----------- | ----------- |
| 1                    | Isabelle Courtigné  |             | PS          | 4 559        | 36,44        | 6 698       | 58,86       |
| 1                    | Bernard Marquet *   |             | PS          | 4 559        | 36,44        | 6 698       | 58,86       |
| 2                    | Marie Galode        |             | FN          | 1 843        | 14,73        |             |             |
| 2                    | Roger Pierre        |             | FN          | 1 843        | 14,73        |             |             |
| 3                    | Nathalie Davault    |             | UMP         | 3 020        | 24,14        | 4 681       | 41,14       |
| 3                    | Hervé Picard        |             | DVD         | 3 020        | 24,14        | 4 681       | 41,14       |
| 4                    | Catherine Bertin    |             | EÉLV        | 1 577        | 12,60        |             |             |
| 4                    | Alain Dubois        |             | EÉLV        | 1 577        | 12,60        |             |             |
| 5                    | Magali Baherre      |             | NC          | 755          | 6,03         |             |             |
| 5                    | Benamar Belkacem    |             | NC          | 755          | 6,03         |             |             |
| 6                    | Jérôme Joannic      |             | PCF         | 757          | 6,05         |             |             |
| 6                    | Geneviève Lespagnol |             | PCF         | 757          | 6,05         |             |             |
|                      |                     |             |             |              |              |             |             |
| Inscrits             | Inscrits            | Inscrits    | Inscrits    | 24 559       | 100,00       | 24 559      | 100,00      |
| Abstentions          | Abstentions         | Abstentions | Abstentions | 11 400       | 46,42        | 12 141      | 49,44       |
| Votants              | Votants             | Votants     | Votants     | 13 159       | 53,58        | 12 418      | 50,56       |
| Blancs               | Blancs              | Blancs      | Blancs      | 490          | 3,72         | 668         | 5,38        |
| Nuls                 | Nuls                | Nuls        | Nuls        | 158          | 1,2          | 371         | 2,99        |
| Exprimés             | Exprimés            | Exprimés    | Exprimés    | 12 511       | 95,08        | 11 379      | 91,63       |
| * conseiller sortant |                     |             |             |              |              |             |             |

### Canton de Melesse
| Candidats   | Candidats           | Partis      | Partis      | Premier tour | Premier tour | Second tour | Second tour |
| Candidats   | Candidats           | Partis      | Partis      | Voix         | %            | Voix        | %           |
| ----------- | ------------------- | ----------- | ----------- | ------------ | ------------ | ----------- | ----------- |
| 1           | Véronique Bellier   |             | DVG         | 1 913        | 16,66        |             |             |
| 1           | Lionel Henry        |             | DVG         | 1 913        | 16,66        |             |             |
| 2           | Ludovic Coulombel   |             | PS          | 4 185        | 36,45        | 6 001       | 56,51       |
| 2           | Gaëlle Mestries     |             | DVG         | 4 185        | 36,45        | 6 001       | 56,51       |
| 3           | Jean-Michel Arbona  |             | UDI         | 3 089        | 26,91        | 4 618       | 43,49       |
| 3           | Antoinette Depresle |             | DVD         | 3 089        | 26,91        | 4 618       | 43,49       |
| 4           | Amélie Gratigny     |             | FN          | 2 294        | 19,98        |             |             |
| 4           | Gueldwyn Ruff       |             | FN          | 2 294        | 19,98        |             |             |
|             |                     |             |             |              |              |             |             |
| Inscrits    | Inscrits            | Inscrits    | Inscrits    | 23 278       | 100,00       | 23 278      | 100,00      |
| Abstentions | Abstentions         | Abstentions | Abstentions | 10 994       | 47,23        | 11 451      | 49,19       |
| Votants     | Votants             | Votants     | Votants     | 12 284       | 52,77        | 11 827      | 50,81       |
| Blancs      | Blancs              | Blancs      | Blancs      | 578          | 4,71         | 856         | 7,24        |
| Nuls        | Nuls                | Nuls        | Nuls        | 225          | 1,83         | 352         | 2,98        |
| Exprimés    | Exprimés            | Exprimés    | Exprimés    | 11 481       | 93,46        | 10 619      | 89,79       |

### Canton de Montauban-de-Bretagne
| Candidats            | Candidats           | Partis      | Partis      | Premier tour | Premier tour | Second tour | Second tour |
| Candidats            | Candidats           | Partis      | Partis      | Voix         | %            | Voix        | %           |
| -------------------- | ------------------- | ----------- | ----------- | ------------ | ------------ | ----------- | ----------- |
| 1                    | Madeleine Guée      |             | DVG         | 3 650        | 30,15        | 4 628       | 41,54       |
| 1                    | Armel Jalu*         |             | DVG         | 3 650        | 30,15        | 4 628       | 41,54       |
| 2                    | Catherine Le Bayon  |             | FN          | 2 222        | 18,35        |             |             |
| 2                    | Thierry Strack      |             | FN          | 2 222        | 18,35        |             |             |
| 3                    | Marie-Hélène Daucé* |             | UDI         | 2 299        | 18,99        |             |             |
| 3                    | Denis Levrel        |             | DVD         | 2 299        | 18,99        |             |             |
| 4                    | Marie Daugan*       |             | DVD         | 3 937        | 32,52        | 6 512       | 58,46       |
| 4                    | Pierre Guitton      |             | DVD         | 3 937        | 32,52        | 6 512       | 58,46       |
|                      |                     |             |             |              |              |             |             |
| Inscrits             | Inscrits            | Inscrits    | Inscrits    | 23 157       | 100,00       | 23 156      | 100,00      |
| Abstentions          | Abstentions         | Abstentions | Abstentions | 10 495       | 45,32        | 11 142      | 48,12       |
| Votants              | Votants             | Votants     | Votants     | 12 662       | 54,68        | 12 014      | 51,88       |
| Blancs               | Blancs              | Blancs      | Blancs      | 375          | 2,96         | 557         | 4,64        |
| Nuls                 | Nuls                | Nuls        | Nuls        | 179          | 1,41         | 317         | 2,64        |
| Exprimés             | Exprimés            | Exprimés    | Exprimés    | 12 108       | 95,62        | 11 140      | 92,73       |
| * conseiller sortant |                     |             |             |              |              |             |             |

### Canton de Montfort-sur-Meu
| Candidats            | Candidats                 | Partis      | Partis      | Premier tour | Premier tour | Second tour | Second tour |
| Candidats            | Candidats                 | Partis      | Partis      | Voix         | %            | Voix        | %           |
| -------------------- | ------------------------- | ----------- | ----------- | ------------ | ------------ | ----------- | ----------- |
| 1                    | Fabienne Bondon           |             | UMP         | 2 682        | 20,28        |             |             |
| 1                    | Bernard Vaysse            |             | UDI         | 2 682        | 20,28        |             |             |
| 2                    | Frédérique Porcher        |             | FN          | 2 779        | 21,01        | 3 420       | 26,79       |
| 2                    | Xavier Rodier             |             | FN          | 2 779        | 21,01        | 3 420       | 26,79       |
| 3                    | Anne-Françoise Courteille |             | PS          | 5 879        | 44,46        | 9 344       | 73,21       |
| 3                    | Christophe Martins *      |             | PRG         | 5 879        | 44,46        | 9 344       | 73,21       |
| 4                    | Loïc Berthelot            |             | UDB         | 1 884        | 14,25        |             |             |
| 4                    | Sarah Le Goff             |             | UDB         | 1 884        | 14,25        |             |             |
|                      |                           |             |             |              |              |             |             |
| Inscrits             | Inscrits                  | Inscrits    | Inscrits    | 26 660       | 100,00       | 26 669      | 100,00      |
| Abstentions          | Abstentions               | Abstentions | Abstentions | 12 782       | 47,94        | 12 641      | 47,4        |
| Votants              | Votants                   | Votants     | Votants     | 13 878       | 52,06        | 14 028      | 52,6        |
| Blancs               | Blancs                    | Blancs      | Blancs      | 443          | 3,19         | 900         | 6,42        |
| Nuls                 | Nuls                      | Nuls        | Nuls        | 211          | 1,52         | 364         | 2,59        |
| Exprimés             | Exprimés                  | Exprimés    | Exprimés    | 13 224       | 95,29        | 12 764      | 90,99       |
| * conseiller sortant |                           |             |             |              |              |             |             |

### Canton de Redon
| Candidats            | Candidats             | Partis      | Partis      | Premier tour | Premier tour | Second tour | Second tour |
| Candidats            | Candidats             | Partis      | Partis      | Voix         | %            | Voix        | %           |
| -------------------- | --------------------- | ----------- | ----------- | ------------ | ------------ | ----------- | ----------- |
| 1                    | Solène Michenot       |             | DVG         | 4 329        | 35,53        | 5 994       | 52,84       |
| 1                    | Franck Pichot *       |             | PS          | 4 329        | 35,53        | 5 994       | 52,84       |
| 2                    | Karine Huot           |             | FN          | 2 932        | 24,06        |             |             |
| 2                    | Christian Lechevalier |             | FN          | 2 932        | 24,06        |             |             |
| 3                    | Claire Desmares       |             | EÉLV        | 1 115        | 9,15         |             |             |
| 3                    | Pascal Hairault       |             | EÉLV        | 1 115        | 9,15         |             |             |
| 4                    | Vincent Bourguet      |             | UDI         | 3 809        | 31,26        | 5 350       | 47,16       |
| 4                    | Céline Motel          |             | CD          | 3 809        | 31,26        | 5 350       | 47,16       |
|                      |                       |             |             |              |              |             |             |
| Inscrits             | Inscrits              | Inscrits    | Inscrits    | 26 143       | 100,00       | 26 140      | 100,00      |
| Abstentions          | Abstentions           | Abstentions | Abstentions | 13 463       | 51,5         | 13 816      | 52,85       |
| Votants              | Votants               | Votants     | Votants     | 12 680       | 48,5         | 12 324      | 47,15       |
| Blancs               | Blancs                | Blancs      | Blancs      | 342          | 2,7          | 657         | 5,33        |
| Nuls                 | Nuls                  | Nuls        | Nuls        | 153          | 1,21         | 323         | 2,62        |
| Exprimés             | Exprimés              | Exprimés    | Exprimés    | 12 185       | 96,1         | 11 344      | 92,05       |
| * conseiller sortant |                       |             |             |              |              |             |             |

### Canton de Rennes-1
| Candidats            | Candidats              | Partis      | Partis      | Premier tour | Premier tour | Second tour | Second tour |
| Candidats            | Candidats              | Partis      | Partis      | Voix         | %            | Voix        | %           |
| -------------------- | ---------------------- | ----------- | ----------- | ------------ | ------------ | ----------- | ----------- |
| 1                    | Loïc de Fleurelle      |             | FN          | 1 115        | 10,58        |             |             |
| 1                    | Marina Martin          |             | FN          | 1 115        | 10,58        |             |             |
| 2                    | Xavier Baron           |             | EÉLV        | 1 345        | 12,77        |             |             |
| 2                    | Martine Foubert-Brulon |             | EÉLV        | 1 345        | 12,77        |             |             |
| 3                    | Tiffany Coisnard       |             | PG          | 755          | 7,17         |             |             |
| 3                    | Cédric Peinturier      |             | PCF         | 755          | 7,17         |             |             |
| 4                    | Fabien Ramel           |             | S&P         | 153          | 1,45         |             |             |
| 4                    | Chérine Sultan         |             | S&P         | 153          | 1,45         |             |             |
| 5                    | Amélie Dhalluin        |             | UMP         | 3 355        | 31,85        | 4 492       | 44,26       |
| 5                    | Philippe Le Bouec      |             | DVD         | 3 355        | 31,85        | 4 492       | 44,26       |
| 6                    | Marc Hervé*            |             | PS          | 3 812        | 36,18        | 5 657       | 55,74       |
| 6                    | Emmanuelle Rousset     |             | PS          | 3 812        | 36,18        | 5 657       | 55,74       |
|                      |                        |             |             |              |              |             |             |
| Inscrits             | Inscrits               | Inscrits    | Inscrits    | 22 372       | 100,00       | 22 371      | 100,00      |
| Abstentions          | Abstentions            | Abstentions | Abstentions | 11 500       | 51,4         | 11 616      | 51,92       |
| Votants              | Votants                | Votants     | Votants     | 10 872       | 48,6         | 10 755      | 48,08       |
| Blancs               | Blancs                 | Blancs      | Blancs      | 248          | 2,28         | 420         | 3,91        |
| Nuls                 | Nuls                   | Nuls        | Nuls        | 89           | 0,82         | 186         | 1,73        |
| Exprimés             | Exprimés               | Exprimés    | Exprimés    | 10 535       | 96,9         | 10 149      | 94,37       |
| * conseiller sortant |                        |             |             |              |              |             |             |

### Canton de Rennes-2
| Candidats   | Candidats            | Partis      | Partis      | Premier tour | Premier tour | Second tour | Second tour |
| Candidats   | Candidats            | Partis      | Partis      | Voix         | %            | Voix        | %           |
| ----------- | -------------------- | ----------- | ----------- | ------------ | ------------ | ----------- | ----------- |
| 1           | Régis Barbié         |             | FN          | 967          | 10,94        |             |             |
| 1           | Natacha Fabre        |             | FN          | 967          | 10,94        |             |             |
| 2           | Damien Bongart       |             | PS          | 3 321        | 37,57        | 4 847       | 58,77       |
| 2           | Catherine Debroise   |             | PS          | 3 321        | 37,57        | 4 847       | 58,77       |
| 3           | Antoine Cressard     |             | UMP         | 2 614        | 29,57        | 3 400       | 41,23       |
| 3           | Laurence Taillandier |             | DVD         | 2 614        | 29,57        | 3 400       | 41,23       |
| 4           | Jeannie Barbier      |             | PCF         | 677          | 7,66         |             |             |
| 4           | Germain Doucet       |             | E!          | 677          | 7,66         |             |             |
| 5           | Anne Caillet         |             | EÉLV        | 1 260        | 14,26        |             |             |
| 5           | Michel Chauvière     |             | EÉLV        | 1 260        | 14,26        |             |             |
|             |                      |             |             |              |              |             |             |
| Inscrits    | Inscrits             | Inscrits    | Inscrits    | 19 006       | 100,00       | 19 005      | 100,00      |
| Abstentions | Abstentions          | Abstentions | Abstentions | 9 876        | 51,96        | 10 196      | 53,65       |
| Votants     | Votants              | Votants     | Votants     | 9 130        | 48,04        | 8 809       | 46,35       |
| Blancs      | Blancs               | Blancs      | Blancs      | 217          | 2,38         | 395         | 4,48        |
| Nuls        | Nuls                 | Nuls        | Nuls        | 74           | 0,81         | 167         | 1,9         |
| Exprimés    | Exprimés             | Exprimés    | Exprimés    | 8 839        | 96,81        | 8 247       | 93,62       |

### Canton de Rennes-3
| Candidats            | Candidats            | Partis      | Partis      | Premier tour | Premier tour | Second tour | Second tour |
| Candidats            | Candidats            | Partis      | Partis      | Voix         | %            | Voix        | %           |
| -------------------- | -------------------- | ----------- | ----------- | ------------ | ------------ | ----------- | ----------- |
| 1                    | Laurence Le Gall     |             | FN          | 1 937        | 15,41        |             |             |
| 1                    | Emeric Salmon        |             | FN          | 1 937        | 15,41        |             |             |
| 7                    | Abderrafik Charkaoui |             | EÉLV        | 1 179        | 9,38         |             |             |
| 7                    | Samira Jebli         |             | EÉLV        | 1 179        | 9,38         |             |             |
| 2                    | Guénolé Fournet      |             | PCF         | 829          | 6,60         |             |             |
| 2                    | Anne Réminiac        |             | E!          | 829          | 6,60         |             |             |
| 3                    | Frédéric Bourcier*   |             | PS          | 4 652        | 37,01        | 7 011       | 61,77       |
| 3                    | Béatrice Hakni-Robin |             | PS          | 4 652        | 37,01        | 7 011       | 61,77       |
| 4                    | Nil Caouissin        |             | UDB         | 243          | 1,93         |             |             |
| 4                    | Valérie Coussinet    |             | UDB         | 243          | 1,93         |             |             |
| 5                    | Vanessa Gendrin      |             | ND          | 869          | 6,91         |             |             |
| 5                    | Jacques Pinchard     |             | ND          | 869          | 6,91         |             |             |
| 6                    | Jocelyne Dansay      |             | DVD         | 2 861        | 22,76        | 4 340       | 38,23       |
| 6                    | Yves Pelle           |             | PB          | 2 861        | 22,76        | 4 340       | 38,23       |
|                      |                      |             |             |              |              |             |             |
| Inscrits             | Inscrits             | Inscrits    | Inscrits    | 27 232       | 100,00       | 27 231      | 100,00      |
| Abstentions          | Abstentions          | Abstentions | Abstentions | 14 110       | 51,81        | 14 808      | 54,38       |
| Votants              | Votants              | Votants     | Votants     | 13 122       | 48,19        | 12 423      | 45,62       |
| Blancs               | Blancs               | Blancs      | Blancs      | 381          | 2,9          | 715         | 5,76        |
| Nuls                 | Nuls                 | Nuls        | Nuls        | 171          | 1,3          | 357         | 2,87        |
| Exprimés             | Exprimés             | Exprimés    | Exprimés    | 12 570       | 95,79        | 11 351      | 91,37       |
| * conseiller sortant |                      |             |             |              |              |             |             |

### Canton de Rennes-4
| Candidats            | Candidats            | Partis      | Partis      | Premier tour | Premier tour | Second tour | Second tour |
| Candidats            | Candidats            | Partis      | Partis      | Voix         | %            | Voix        | %           |
| -------------------- | -------------------- | ----------- | ----------- | ------------ | ------------ | ----------- | ----------- |
| 1                    | Didier Chapellon     |             | EÉLV        | 1 550        | 15,53        |             |             |
| 1                    | Lucile Koch          |             | EÉLV        | 1 550        | 15,53        |             |             |
| 2                    | Denis Kermen         |             | PCF         | 717          | 7,19         |             |             |
| 2                    | Jeanine Le Guevellou |             | PCF         | 717          | 7,19         |             |             |
| 3                    | Guillaume Baudet     |             | UMP         | 3 172        | 31,79        | 3 550       | 43,63       |
| 3                    | Catherine Rolandin   |             | UMP         | 3 172        | 31,79        | 3 550       | 43,63       |
| 4                    | Viviane Clermont     |             | FN          | 1 019        | 10,21        |             |             |
| 4                    | Daniel Ropers        |             | FN          | 1 019        | 10,21        |             |             |
| 5                    | Muriel Condolf-Férec |             | PS          | 3 520        | 35,28        | 5 223       | 56,37       |
| 5                    | Didier Le Bougeant * |             | PS          | 3 520        | 35,28        | 5 223       | 56,37       |
|                      |                      |             |             |              |              |             |             |
| Inscrits             | Inscrits             | Inscrits    | Inscrits    | 21 198       | 100,00       | 21 198      | 100,00      |
| Abstentions          | Abstentions          | Abstentions | Abstentions | 10 862       | 51,24        | 11 269      | 53,16       |
| Votants              | Votants              | Votants     | Votants     | 10 336       | 48,76        | 9 929       | 46,84       |
| Blancs               | Blancs               | Blancs      | Blancs      | 260          | 2,52         | 457         | 4,6         |
| Nuls                 | Nuls                 | Nuls        | Nuls        | 98           | 0,95         | 207         | 2,08        |
| Exprimés             | Exprimés             | Exprimés    | Exprimés    | 9 978        | 96,54        | 9 265       | 93,31       |
| * conseiller sortant |                      |             |             |              |              |             |             |

### Canton de Rennes-5
| Candidats            | Candidats         | Partis      | Partis      | Premier tour | Premier tour | Second tour | Second tour |
| Candidats            | Candidats         | Partis      | Partis      | Voix         | %            | Voix        | %           |
| -------------------- | ----------------- | ----------- | ----------- | ------------ | ------------ | ----------- | ----------- |
| 1                    | Gérard Béchara    |             | UMP         | 2 450        | 23,34        | 3 550       | 37,22       |
| 1                    | Michèle Fontaine  |             | UMP         | 2 450        | 23,34        | 3 550       | 37,22       |
| 2                    | Dan Jensen        |             | FG          | 1 634        | 15,57        |             |             |
| 2                    | Catherine Pigré   |             | EÉLV        | 1 634        | 15,57        |             |             |
| 3                    | Pascal Chevrel    |             | UDB         | 382          | 3,64         |             |             |
| 3                    | Ana Sohier        |             | UDB         | 382          | 3,64         |             |             |
| 4                    | Gaëlle Andro*     |             | PS          | 4 277        | 40,75        | 5 989       | 62,78       |
| 4                    | Marcel Rogemont * |             | PS          | 4 277        | 40,75        | 5 989       | 62,78       |
| 5                    | Jean Aunis        |             | FN          | 1 753        | 16,70        |             |             |
| 5                    | Élisabeth Drouin  |             | FN          | 1 753        | 16,70        |             |             |
|                      |                   |             |             |              |              |             |             |
| Inscrits             | Inscrits          | Inscrits    | Inscrits    | 23 981       | 100,00       | 23 980      | 100,00      |
| Abstentions          | Abstentions       | Abstentions | Abstentions | 12 984       | 54,14        | 13 520      | 56,38       |
| Votants              | Votants           | Votants     | Votants     | 10 997       | 45,86        | 10 460      | 43,62       |
| Blancs               | Blancs            | Blancs      | Blancs      | 361          | 3,28         | 599         | 5,73        |
| Nuls                 | Nuls              | Nuls        | Nuls        | 140          | 1,27         | 322         | 3,08        |
| Exprimés             | Exprimés          | Exprimés    | Exprimés    | 10 496       | 95,44        | 9 539       | 91,2        |
| * conseiller sortant |                   |             |             |              |              |             |             |

### Canton de Rennes-6
| Candidats            | Candidats           | Partis      | Partis      | Premier tour | Premier tour | Second tour | Second tour |
| Candidats            | Candidats           | Partis      | Partis      | Voix         | %            | Voix        | %           |
| -------------------- | ------------------- | ----------- | ----------- | ------------ | ------------ | ----------- | ----------- |
| 1                    | Jimmy Bourlieux     |             | FN          | 1 308        | 12,26        |             |             |
| 1                    | Françoise Guillerme |             | FN          | 1 308        | 12,26        |             |             |
| 2                    | Johann Caillard     |             | UMP         | 3 415        | 32,00        | 4 544       | 45,29       |
| 2                    | Anaïs Jehanno       |             | UMP         | 3 415        | 32,00        | 4 544       | 45,29       |
| 3                    | Oriane Pigache      |             | EÉLV        | 1 290        | 12,09        |             |             |
| 3                    | Martin Siloret      |             | EÉLV        | 1 290        | 12,09        |             |             |
| 4                    | Katja Krüger        |             | PCF         | 834          | 7,81         |             |             |
| 4                    | Yannick Nadesan     |             | PCF         | 834          | 7,81         |             |             |
| 5                    | François André*     |             | PS          | 3 826        | 35,85        | 5 489       | 54,71       |
| 5                    | Vera Briand         |             | PS          | 3 826        | 35,85        | 5 489       | 54,71       |
|                      |                     |             |             |              |              |             |             |
| Inscrits             | Inscrits            | Inscrits    | Inscrits    | 22 476       | 100,00       | 22 476      | 100,00      |
| Abstentions          | Abstentions         | Abstentions | Abstentions | 11 434       | 50,87        | 11 755      | 52,3        |
| Votants              | Votants             | Votants     | Votants     | 11 042       | 49,13        | 10 721      | 47,7        |
| Blancs               | Blancs              | Blancs      | Blancs      | 253          | 2,29         | 476         | 4,44        |
| Nuls                 | Nuls                | Nuls        | Nuls        | 116          | 1,05         | 212         | 1,98        |
| Exprimés             | Exprimés            | Exprimés    | Exprimés    | 10 673       | 96,66        | 10 033      | 93,58       |
| * conseiller sortant |                     |             |             |              |              |             |             |

### Canton du Rheu
| Candidats            | Candidats             | Partis      | Partis      | Premier tour | Premier tour | Second tour | Second tour |
| Candidats            | Candidats             | Partis      | Partis      | Voix         | %            | Voix        | %           |
| -------------------- | --------------------- | ----------- | ----------- | ------------ | ------------ | ----------- | ----------- |
| 1                    | Marie de Blic         |             | PCD         | 3 337        | 23,71        | 4 975       | 38,33       |
| 1                    | Arnaud des Minières   |             | DVD         | 3 337        | 23,71        | 4 975       | 38,33       |
| 3                    | Alexandre Grillon     |             | FN          | 2 479        | 17,61        |             |             |
| 3                    | Danielle Guedeu       |             | FN          | 2 479        | 17,61        |             |             |
| 2                    | Katell Autret-Cormier |             | EÉLV        | 1 962        | 13,94        |             |             |
| 2                    | Florian Pinel         |             | EÉLV        | 1 962        | 13,94        |             |             |
| 4                    | Armelle Billard       |             | PS          | 6 298        | 44,74        | 8 006       | 61,67       |
| 4                    | Jean-Luc Chenut *     |             | PS          | 6 298        | 44,74        | 8 006       | 61,67       |
|                      |                       |             |             |              |              |             |             |
| Inscrits             | Inscrits              | Inscrits    | Inscrits    | 28 594       | 100,00       | 28 593      | 100,00      |
| Abstentions          | Abstentions           | Abstentions | Abstentions | 13 754       | 48,1         | 14 298      | 50,01       |
| Votants              | Votants               | Votants     | Votants     | 14 840       | 51,9         | 14 295      | 49,99       |
| Blancs               | Blancs                | Blancs      | Blancs      | 523          | 3,52         | 880         | 6,16        |
| Nuls                 | Nuls                  | Nuls        | Nuls        | 241          | 1,62         | 434         | 3,04        |
| Exprimés             | Exprimés              | Exprimés    | Exprimés    | 14 076       | 94,85        | 12 981      | 90,81       |
| * conseiller sortant |                       |             |             |              |              |             |             |

### Canton de Saint-Malo-1
| Candidats   | Candidats              | Partis      | Partis      | Premier tour | Premier tour | Second tour | Second tour |
| Candidats   | Candidats              | Partis      | Partis      | Voix         | %            | Voix        | %           |
| ----------- | ---------------------- | ----------- | ----------- | ------------ | ------------ | ----------- | ----------- |
| 1           | Catherine Giraud-Petit |             | FN          | 3 166        | 18,70        |             |             |
| 1           | Henri Huet             |             | FN          | 3 166        | 18,70        |             |             |
| 2           | Joël Hamel             |             | DVG         | 4 613        | 27,25        | 7 367       | 46,26       |
| 2           | Michèle Le Tallec      |             | EÉLV        | 4 613        | 27,25        | 7 367       | 46,26       |
| 3           | Gérard Brulé           |             | PCF         | 805          | 4,76         |             |             |
| 3           | Patricia Guilbert      |             | PCF         | 805          | 4,76         |             |             |
| 4           | Jean Coudray           |             | SE          | 3 874        | 22,89        |             |             |
| 4           | Muriel Maizière-Bard   |             | SE          | 3 874        | 22,89        |             |             |
| 5           | Anne Le Gagne          |             | UDI         | 4 469        | 26,4         | 8 559       | 53,74       |
| 5           | Pierre-Yves Mahieu     |             | UMP         | 4 469        | 26,4         | 8 559       | 53,74       |
|             |                        |             |             |              |              |             |             |
| Inscrits    | Inscrits               | Inscrits    | Inscrits    | 34 738       | 100,00       | 34 735      | 100,00      |
| Abstentions | Abstentions            | Abstentions | Abstentions | 17 134       | 49,32        | 17 494      | 50,36       |
| Votants     | Votants                | Votants     | Votants     | 17 604       | 50,68        | 17 241      | 49,64       |
| Blancs      | Blancs                 | Blancs      | Blancs      | 460          | 2,61         | 833         | 4,83        |
| Nuls        | Nuls                   | Nuls        | Nuls        | 217          | 1,23         | 482         | 2,8         |
| Exprimés    | Exprimés               | Exprimés    | Exprimés    | 16 927       | 96,15        | 15 926      | 92,37       |

### Canton de Saint-Malo-2
| Candidats            | Candidats        | Partis      | Partis      | Premier tour | Premier tour | Second tour | Second tour |
| Candidats            | Candidats        | Partis      | Partis      | Voix         | %            | Voix        | %           |
| -------------------- | ---------------- | ----------- | ----------- | ------------ | ------------ | ----------- | ----------- |
| 1                    | Adélaïde Leduc   |             | FN          | 3 720        | 21,19        |             |             |
| 1                    | Loïc Paris       |             | FN          | 3 720        | 21,19        |             |             |
| 2                    | Christine Hervé  |             | PS          | 7 124        | 40,58        | 8 013       | 47,00       |
| 2                    | Michel Penhouët* |             | PRG         | 7 124        | 40,58        | 8 013       | 47,00       |
| 3                    | Nicolas Belloir  |             | UMP         | 6 711        | 38,23        | 9 037       | 53,00       |
| 3                    | Sophie Guyon     |             | DVD         | 6 711        | 38,23        | 9 037       | 53,00       |
|                      |                  |             |             |              |              |             |             |
| Inscrits             | Inscrits         | Inscrits    | Inscrits    | 36 824       | 100,00       | 36 824      | 100,00      |
| Abstentions          | Abstentions      | Abstentions | Abstentions | 18 100       | 49,15        | 18 377      | 49,9        |
| Votants              | Votants          | Votants     | Votants     | 18 724       | 50,85        | 18 447      | 50,1        |
| Blancs               | Blancs           | Blancs      | Blancs      | 812          | 4,34         | 890         | 4,82        |
| Nuls                 | Nuls             | Nuls        | Nuls        | 357          | 1,91         | 507         | 2,75        |
| Exprimés             | Exprimés         | Exprimés    | Exprimés    | 17 555       | 93,76        | 17 050      | 92,43       |
| * conseiller sortant |                  |             |             |              |              |             |             |

### Canton de Vitré
| Candidats            | Candidats              | Partis      | Partis      | Premier tour | Premier tour |
| Candidats            | Candidats              | Partis      | Partis      | Voix         | %            |
| -------------------- | ---------------------- | ----------- | ----------- | ------------ | ------------ |
| 1                    | Anne-Marie Déan        |             | EÉLV        | 1 307        | 9,73         |
| 1                    | Alain Tortelier        |             | EÉLV        | 1 307        | 9,73         |
| 2                    | Béatrice Bethune       |             | FN          | 2 210        | 16,44        |
| 2                    | Mikaël Pinton          |             | FN          | 2 210        | 16,44        |
| 3                    | Jacques Coignard       |             | PS          | 2 056        | 15,30        |
| 3                    | Noëlle Tireau          |             | PS          | 2 056        | 15,30        |
| 4                    | Isabelle Le Callennec* |             | UMP         | 7 866        | 58,53        |
| 4                    | Thierry Travers*       |             | DVD         | 7 866        | 58,53        |
|                      |                        |             |             |              |              |
| Inscrits             | Inscrits               | Inscrits    | Inscrits    | 28 682       | 100,00       |
| Abstentions          | Abstentions            | Abstentions | Abstentions | 14 572       | 50,81        |
| Votants              | Votants                | Votants     | Votants     | 14 110       | 49,19        |
| Blancs               | Blancs                 | Blancs      | Blancs      | 381          | 2,70         |
| Nuls                 | Nuls                   | Nuls        | Nuls        | 290          | 2,06         |
| Exprimés             | Exprimés               | Exprimés    | Exprimés    | 13 439       | 95,24        |
| * conseiller sortant |                        |             |             |              |              |